# Liste der Naturdenkmale in Raubach
Die Liste der Naturdenkmale in Raubach nennt die im Gemeindegebiet von Raubach ausgewiesenen Naturdenkmale (Stand 9. Oktober 2013).

## Naturdenkmale
| Nr.         | Bezeichnung     | Lage                                       | Beschreibung    | Bild                                    |
| ----------- | --------------- | ------------------------------------------ | --------------- | --------------------------------------- |
| ND-7138-434 | Hindenburgeiche | südlich des Ortes; Abteilung Im Bruch Lage | Quercus petraea | Direkt Bild zu diesem Denkmal hochladen |

## Ehemalige Naturdenkmale
| Nr.         | Bezeichnung | Lage                                                | Beschreibung                                          | Bild                                    |
| ----------- | ----------- | --------------------------------------------------- | ----------------------------------------------------- | --------------------------------------- |
| ND-7138-384 | Dicke Buche | südlich des Ortes; Abteilung Auf der Haberbitz Lage | Fagus sylvatica; Rechtsverordnung vor 2013 aufgehoben | Direkt Bild zu diesem Denkmal hochladen |